# Choquintla
Choquintla är en ort i Mexiko.   Den ligger i kommunen Tepehuacán de Guerrero och delstaten Hidalgo, i den sydöstra delen av landet, 180 km norr om huvudstaden Mexico City. Choquintla ligger 1 780 meter över havet och antalet invånare är 223.
Terrängen runt Choquintla är huvudsakligen bergig, men åt nordväst är den kuperad. Choquintla ligger uppe på en höjd. Runt Choquintla är det ganska glesbefolkat, med 38 invånare per kvadratkilometer. Närmaste större samhälle är Chapulhuacán, 17,6 km norr om Choquintla. I omgivningarna runt Choquintla växer i huvudsak städsegrön lövskog.